# Brian Gleeson
Brian Gleeson (Dublino, 14 novembre 1987) è un attore irlandese.

## Biografia
Brian Gleeson è il figlio dell'attore irlandese Brendan Gleeson e di sua moglie, Mary. È il fratello minore dell'attore Domhnall Gleeson. È cresciuto a Malahide, Dublino. Da bambino è apparso in alcune recite scolastiche prima di partecipare al Gaiety Theatre. Gleeson iniziò a recitare nel 2006, apparendo al fianco di suo padre in The Tiger's Tail, diretto da John Boorman. Nel 2010 è apparso, nel ruolo di Hughie, nella prima stagione di Love/Hate e fu nominato agli Irish Film and Television Award al miglior attore non protagonista per quel ruolo. È apparso anche nel film The Eagle. Ha recitato nel film Biancaneve e il cacciatore.

## Filmografia

### Cinema
- The Tiger's Tail, regia di John Boorman (2006)
- What Will Survive of Us, regia di Domhnall Gleeson (2009)
- Noreen, regia di Domhnall Gleeson (2010)
- Wake Wood, regia di David Keating (2010)
- The Eagle, regia di Kevin Macdonald (2011)
- Immaturity for Charity, regia di John Butler (2012)
- Biancaneve e il cacciatore (Snow White and the Huntsman), regia di Rupert Sanders (2012)
- Coda, regia di Alan Holly (2013)
- How to be Happy, regia di Michael Rob Costine, Mark Gaster e Brian O' Neill (2013)
- Life's a Breeze, regia di Lance Daly (2013)
- The Stag - Se sopravvivo mi sposo, regia di John Butler (2013)
- Stay, regia di Wiebke von Carolsfeld (2013)
- Darkness on the Edge of Town, regia di Patrick Ryan (2014)
- Serious Swimmers, regia di Andy Taylor Smith (2014)
- Standby, regia di Rob Burke e Ronan Burke (2014)
- Assassin's Creed, regia di Justin Kurzel (2016)
- History's Future, regia di Fiona Tan (2016)
- Tiger Raid, regia di Simon Dixon (2016)
- La truffa dei Logan (Logan Lucky), regia di Steven Soderbergh (2017)
- Madre! (Mother!), regia di Darren Aronofsky (2017)
- Il filo nascosto (Phantom Thread), regia di Paul Thomas Anderson (2017)
- Hellboy, regia di Neil Marshall (2019)

### Televisione
- Trouble in paradise – serie TV, 2 episodi (2007)
- Single-Handed – serie TV, 7 episodi (2007-2009)
- Love/Hate – serie TV, 4 episodi (2010)
- Primeval – serie TV, episodio 4x05 (2011)
- Quirke – miniserie TV, 3 puntate (2014)
- Stonemouth – miniserie TV, 2 puntate (2015)
- Rebellion – serie TV, 5 episodi (2016)
- The Bisexual – serie TV, 6 episodi (2019)
- Peaky Blinders - serie TV, 5 episodi (2019)
- Progetto Lazarus (The Lazarus Project) – serie TV, 4 episodi (2022-2023)
- Bad Sisters – serie TV, 10 episodi (2022)
- The Mandalorian - serie TV, episodio 3x07 (2023)

## Doppiatori italiani
Nelle versioni in italiano delle opere in cui ha recitato, Brian Gleeson è stato doppiato da:
- Achille D'Aniello in Assassin's Creed
- Gianfranco Miranda in Madre!
- Nanni Baldini in Biancaneve e il cacciatore
- Massimiliano Alto ne La truffa dei Logan
- Marco Vivio ne Il filo nascosto
- Edoardo Stoppacciaro in Hellboy
- Gianluca Tusco in Peaky Blinders
- Stefano Crescentini in The Mandalorian